# NVIDIA Optimus
Optimus（优驰）是NVIDIA針對筆記型電腦的顯示切換技術。它可以實現筆記型電腦中獨立顯示卡與主機板內建顯示卡之間無縫、自動、實時的切換（使用者無需重啟或手動調整），從而實現能源的節約。

## 背景
為了提高筆記型電腦的電池續航力，NVIDIA和ATI的顯示卡都可以在不使用的情況下被關掉。而電腦則可以改用整合式晶片組所提供的顯示卡作顯示輸出。不過，這個顯示核心的轉換過程，是需要手動的進行。系統是不可以自動轉換核心。另外，驅動程式的設計亦會因而變得複雜，因為獨立顯示卡的驅動程式要包含整合式顯示卡的驅動程式。電腦中亦要集成更多配件和線路去提供此技術，令到成本上升。由於顯示核心的切換實際上是BIOS的層面上進行。所以手動切換後，使用者需要重新啟動電腦。浪費時間和多餘的電力去重新啟動。就算到了2007年，NVIDIA推出的一個改良版本不需要重新啟動電腦，但系統依然不能夠自動切換顯示核心。當用户正在使用利用到Direct API的程式的時候，顯示核心更是不能夠轉換。如果強行切換，系統有機會崩潰。此外，在顯示核心切換期間，顯示記憶體的資料需要搬移，這就造成數秒的黑屏狀態。
而NVIDIA Optimus技術就是利用硬體和軟體的配合，去令系統可以自動轉換顯示核心。系統會判斷使用者所使用的應用程序，從而決定利用那一個顯示核心作計算之用。

## 技術
利用Optimus技術後，電腦的顯示輸出永遠都只會通過整合式晶片組的顯示核心。獨立顯示卡的顯示輸出將會被廢掉，有關的輸出亦會傳送到前者。由於顯示輸出的裝置是固定的，所以黑屏現象將會被解決。額外的切換線路亦變得不需要，因為在不需要獨立顯示核心的時候，系統會索性斷絕其電源供應。當系統的顯示負載輕的時候，就會完全利用內置的顯示核心。當負載增加後，系統就會開啟獨立顯示核心作計算之用。協議分工方面由驅動程式負責，NVIDIA聲稱可以兼容所有的API。

### Optimus Copy Engine
獨立顯示核心的計算結果，需要從顯示記憶體搬到系統記憶體，以給整合式顯示核心作輸出之用。整個搬運過程由Optimus Copy Engine負責，顯示核心中的記憶體控制器不需要參與這個過程，只需專注圖像計算。Optimus Copy Engine會集成在GPU中。

### Optimus Routing Layer
如果軟體要求進行CUDA計算或者利用到DXVA的時候，驅動程式可以馬上喚醒獨立顯示卡。當程式(例如電腦遊戲)包含大量的DirectX指令的時候，獨立顯示核心同樣會被喚醒。

### Optimus Software
高負載的應用程序會紀錄在Optimus Profiles中。驅動程式會利用這個Profiles，從而判斷一個程式的負載程度，再決定獨立顯示卡需要啟用與否。透過Optimus Software可以保持Optimus Profiles的更新。Profiles可以由用家自行修改。

## 支援平台
- 顯示核心：GeForce 200M、GeForce 300M、GeForce 400M、GeForce 500M、GeForce 600M、GeForce 700M、GeForce 800M、GeForce 900M、GeForce 10系列筆記型版
- 處理器平台：Intel Core 2 Duo、Core i7/Core i5和Intel Atom N450
- 作業系統：Windows 7、Windows 8、Windows 8.1、Windows 10

### MacBook Pro
在2010年4月，新的MacBook Pro在配搭GeForce 330M顯示卡的情況下，可以支援Automatic Graphics Switching技術。該技術與Optimus相似，但有一些區別。與PC平台相似，上一代的MacBook Pro已經有顯示卡切換技術，但需要用家自行切換。由於新的MacBook Pro使用了Intel Core i5/Intel Core i7處理器，已集成了顯示核心，顯示卡切換技術因而變得重要。Mac OS X作業系統會自行判斷程式對顯示效能的負載程度。若Mac OS  X操作系統檢測到軟體使用了OpenGL等API的時候，就會使用獨立顯示卡。與Windows平台不同，在使用獨立顯示核心的時候，集成顯示核心是可以被關閉的。

## 外部連結
- NVIDIA Optimus 技術